# Wiera Jelinek
Jarmiła Wiera Jelinek (ur. 1 marca 1960 w Zelowie) – polska i czeska duchowna reformowana, pierwsza kobieta w historii Kościoła Ewangelicko-Reformowanego w RP ordynowana na pastora.

## Życiorys
Ukończyła szkołę średnią w Zelowie w 1979 r., następnie studiowała na Chrześcijańskiej Akademii Teologicznej. W 1990 uzyskała tytuł magistra teologii na podstawie pracy Haruspicjum i Amos. Przyczynek do hermeneutyki Starego Testamentu (przygotowanej pod kierunkiem prof. dra hab. Jana Niemczyka – ówczesnego rektora ChAT-u).
14 września 2003 jako pierwsza kobieta w historii Kościoła Ewangelicko-Reformowanego w RP została ordynowana na pastora. Nabożeństwo ordynacyjne prowadzili biskupi: Marek Izdebski i Pavel Smetana oraz ks. Mirosław Jelinek w asyście 35 duchownych ewangelickich z całego świata. Objęła funkcję wikariusza parafii ewangelicko-reformowanej w Zelowie, gdzie proboszczem był jej mąż ks. Mirosław Jelinek. W Zelowie była także katechetką (w szkole podstawowej nr 4), współtwórczynią modelowego Przedszkola Edukacyjnego w Zelowie oraz dyrygentem jedynego w Polsce zespołu „Zelowskich Dzwonków” grającego na dzwonkach ręcznych.
11 lipca 2010 została wybrana na proboszcza parafii Ewangelickiego Kościoła Czeskobraterskiego w Ratibořu w Czechach. Funkcję objęła 1 września 2010.
Z małżeństwa z ks. Mirosławem Jelinkiem ma dwoje dzieci (syna Jana Amosa, ur. 1982 i córkę Ewę Milenę, ur. 1984, która jest proboszczem parafii Ewangelickiego Kościoła Czeskobraterskiego w Ostrawie.)

## Pełnione funkcje
- od 1 września 2010 – proboszcz parafii w Ratibořu
- 2007–2010 – Notariusz Prezydium Synodu Kościoła Ewangelicko-Reformowanego w RP
- 1999–2010 – dyrygent zespołów muzycznych Zelowskie Dzwonki
- członek honorowy międzynarodowego stowarzyszenia EXULANT z siedzibą w Pradze

## Nagrody

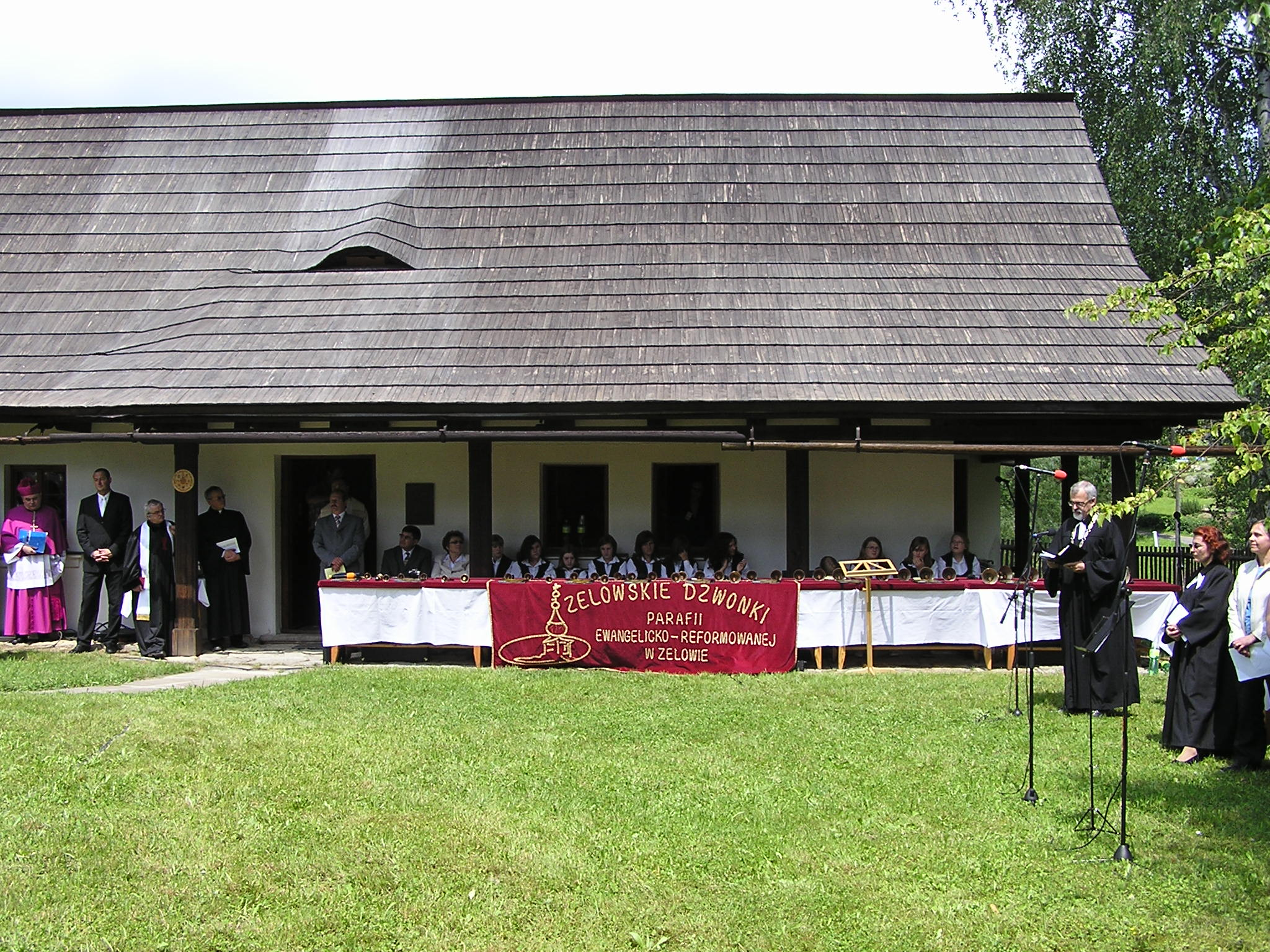
Zelowskie Dzwonki

- 2006 – nagroda Brata Alberta w dziedzinie ekumenizmu za zasługi w zakresie przezwyciężania barier konfesyjnych i etnicznych
- 2009 – Medal 10-lecia Państwowej Wyższej Szkoły Zawodowej im. Jana Amosa Komeńskiego w Lesznie